# Karosa B 731

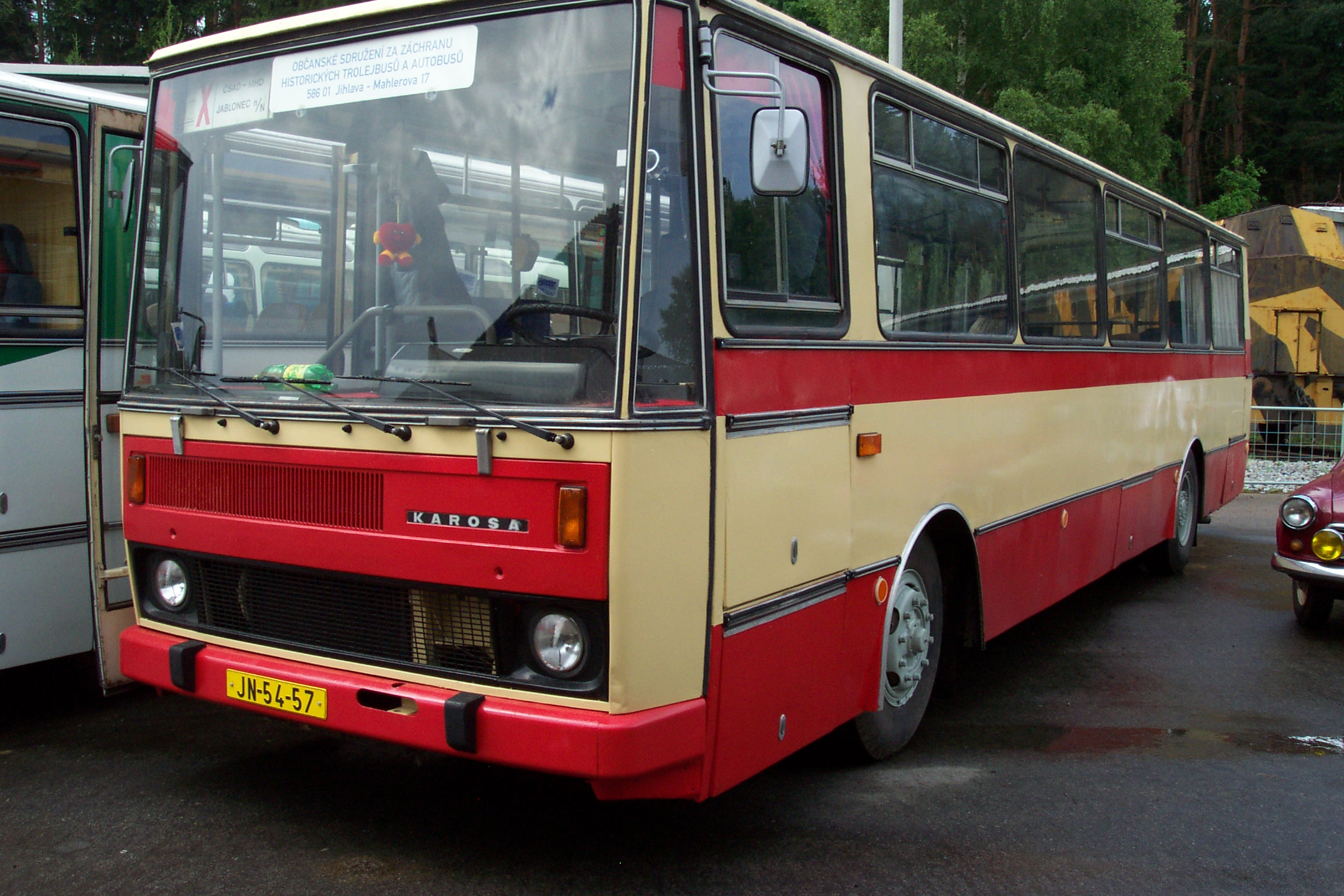
Zabytkowy autobus B 731 pochodzący z ČSAD Jindřichův Hradec

Karosa B 731 – model trzydrzwiowego autobusu miejskiego, który był produkowany przez firmę Karosa Vysoké Mýto w latach 1981–1996. Powstało 4909 sztuk. Jest następcą autobusu Karosa ŠM 11, którego produkcję zakończono w 1981 r.

## Konstrukcja
Karosa B 731 to standardowy autobus dwuosiowy z kanciastym, półsamonośnym nadwoziem panelowym. Silnik znajduje się za tylną osią. Po prawej stronie umieszczono troje dwupłatowych drzwi odskokowych. Siedzenia rozmieszczono w układzie 1+2, nad osiami 2+2. W porównaniu z równolegle produkowanym typem B 732 zastosowano automatyczną skrzynię biegów.

## Produkcja i eksploatacja
Pierwszy funkcjonalny model nowego autobusu miejskiego B 731 (oznaczonego B1) został wyprodukowany przez Karosę w 1974 r. Różnił się on nieco od późniejszych pojazdów i został zezłomowany w 1976 r. Dwa prototypy (B2 i B3) zostały wyprodukowane w tym samym roku, a trzeci prototyp (B4) w następnym. Produkcja seryjna rozpoczęła się dopiero w 1982 r., kiedy wyprodukowano łącznie 838 autobusów B 731 (w tym 35 na eksport do Wietnamu). Ostatnie B 731 wyprodukowano w 1996 r., kiedy B 731 zastąpiono modelem B 931. Łącznie z linii produkcyjnych Karosy zjechało 4909 egzemplarzy B 731.
Autobusy B 731 kursowały na liniach komunikacji miejskiej w niemal wszystkich miastach byłej Czechosłowacji. W Pradze ostatnie autobusy wycofano w dniu 12 września 2014 r. Ostatnie dwa brneńskie autobusy (nr 7413 i 7414) zakończyły służbę liniową 27 marca 2015 r. W 2015 r. eksploatacja autobusów B 731 zakończyła się również w DP Most i Litvínov. Ostatni autobus B 731 eksploatowany przez praską spółkę Jaroslav Štěpánek (nr 1037), który przeszedł znaczące modyfikacje podczas generalnego remontu w 2010 r. i upodobnił się do typu B 931, został wycofany z eksploatacji w grudniu 2015 r. Autobus nr 269 z Czeskich Budziejowic, który pierwotnie wyprodukowano w 1990 r. jako typ B 731.1653 i z czasem przebudowano na B 732 poprzez montaż manualnej skrzyni biegów, wycofano w maju 2018.